# محرك تحليلي

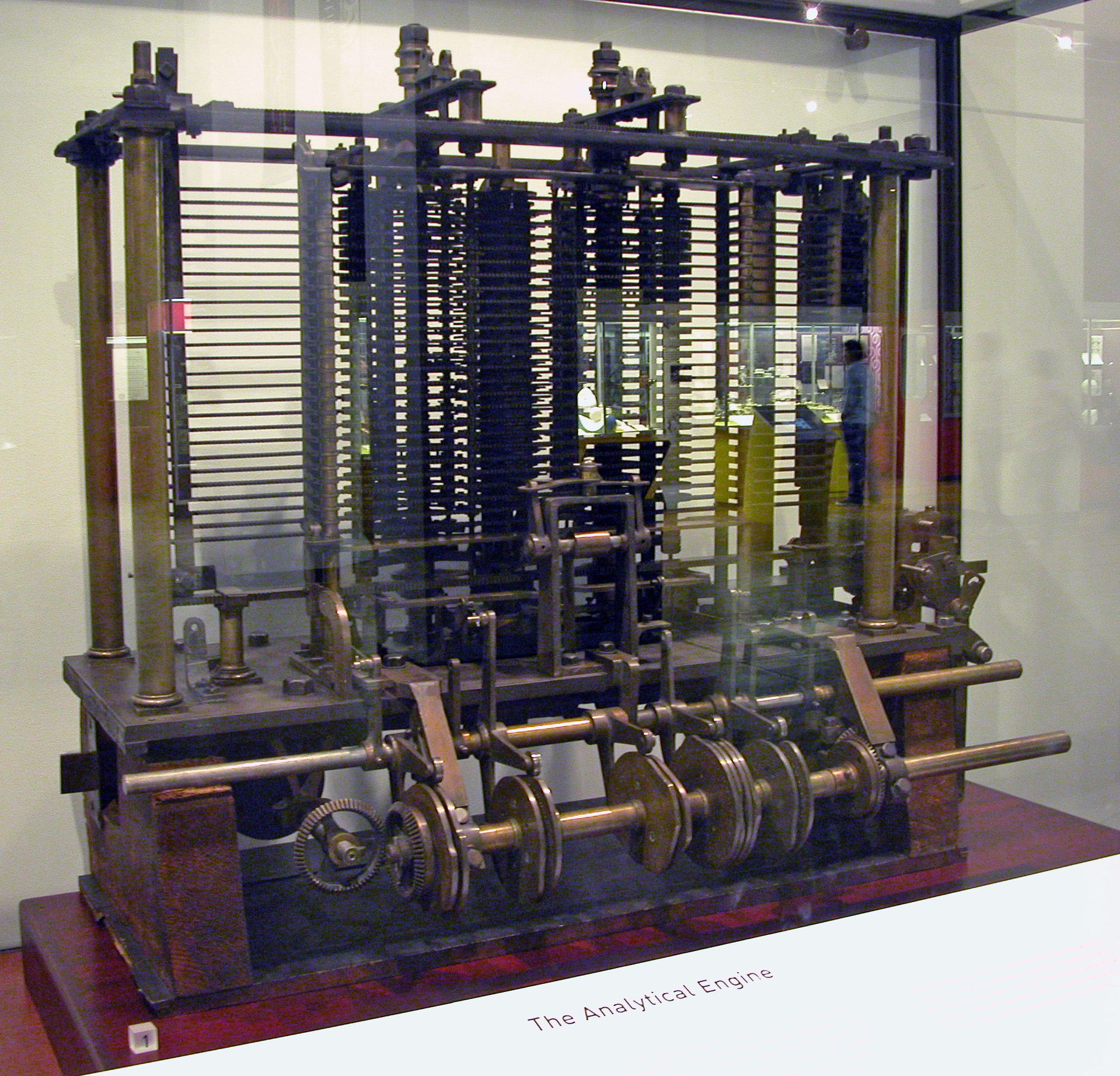
Trial نموذج لجزء من محرك تحليلي, صنعه Babbage, as displayed at متحف العلوم (لندن)

المحرك التحليلي هو حاسوب ميكانيكي صُمم من طرف عالم الرياضيات الإنجليزي تشارلز بابيج. ويعتبر أول كمبيوتر تم تصميمه جزئياً، وهو كمبيوتر رقمي متعدد الأغراض ويتم التحكم فيه بشكل كامل[بحاجة لمصدر].

## التصميم
تتكون الماكينة الخاصة بالحاسوب من أربعة مكونات رئيسية: المصنع، والمخزن، والقارئ، والطابعة وسنجد أن هذه المكونات تمثل نفس المكونات الرئيسية لكل حاسوب اليوم، حيث يمثل المصنع وحدة الحساب، ويمثل المخزن وحدة الذاكرة حيث يتم الاحتفاظ بالبيانات قبل معالجتها، في حين القارئ والطابعة وحدتي الإدخال والإخراج.